# Yahoo! Finanza
Yahoo! Finanza è una proprietà multimediale che fa parte della rete di Yahoo! Fornisce notizie finanziarie, dati e commenti tra cui quotazioni in borsa, comunicati stampa, relazioni finanziarie e contenuti originali. Offre anche alcuni strumenti online per la gestione delle finanze personali. Oltre a pubblicare contenuti dei partner da una vasta gamma di altri siti web, pubblica storie originali dal proprio team di giornalisti dello staff. 
A partire da giugno 2017, Yahoo Finanza fa parte di Oath, la divisione multimediale di Verizon. È il più grande sito di notizie economiche negli Stati Uniti per traffico mensile.

## Storia dello sviluppo
Nell'introduzione a un'intervista del 2009 con Forbes.com, l'ex direttore generale Nathan Richardson avrebbe realizzato "entrate annuali da 10 milioni di dollari a 110 milioni di dollari e espanso i partner di contenuti del sito da 10 a 200. Nel 2005 Institutional Investor ha classificato [Richardson] la persona più influente nella finanza online". Nell'intervista, Richardson ha descritto il processo di costruzione dei moduli di informazioni finanziarie e la creazione di un "fossato" attorno al contenuto (per mantenere i visitatori attaccati al sito).